# JAPAN FM LEAGUE
JAPAN FM LEAGUE는 일본의 FM 네트워크 중 하나로 1993년 10월 설립되었다.
약칭으로 JFL을 사용하고 있다.

## 개요
- 각 방송국의 자주성을 중시하기 때문에 중심국 개념이 존재하지 않으며 또한 전국방송용 프로그램이 다른 라디오 네트워크보다 적다.
- 커뮤니티 라디오 방송국에서 JFL프로그램을 방송할 때도 있다.

## 가맹국
| 에리어 | 애칭          | 회사명        | 구회사명      |
| 비고 | 비고          | 비고          | 비고          |
| --- | ------------- | ------------- | ------------- |
| 홋카이도 | FM NORTH WAVE | FM 노스웨이브 | -             |
| 아바시리 지청, 네무로 지청, 소야 지청에서는 청취 불가                                                                        |               |               |               |
| 도쿄도 | J-WAVE        | J-WAVE        | FM 재팬       |
| 섬지역에선 청취불가 |               |               |               |
| 아이치현 | ZIP-FM        | ZIP-FM        | FM 나고야     |
| |               |               |               |
| 오사카부 | FM802         | FM802         | FM 하치마루니 |
| |               |               |               |
| 후쿠오카현 | CROSS FM      | CROSS FM      | -             |
| 1993년 9월 1일부터 2008년 6월 30일까지 주식회사 FM 규슈에서 운영했으며 지금의 CROSS FM은 이전의 FM 규슈와는 별개의 회사이다. |               |               |               |

## 보충서술
- 계열국들이 자유롭고 개성적인 프로그램 편성을 하는 독자적인 정책에 의해 특히 J-WAVE·ZIP-FM·FM802은 방송구역 FM라디오 청취율 1위가 될때도 많지만 FM NORTH WAVE·CROSS FM는 이러한 정책으로 경영이 불안해지는 바람에 방송구역내 JFN 계열국과 힘겨운 싸움을 벌기고 있다. 그리고 이 2 방송국에서는 심야부터 아침까지 심야프로그램 제작을 단념하고 새벽에는 음악만 방송하고 있어 JFL 가맹국간 프로그램 제작 능력에 격차가 생기고 있다.
- 커뮤니티 FM 방송국에서 도쿄의 FM방송국 J-WAVE방송을 재전송하는 일이 많아지면서 지역정보를 제공해야할 커뮤니티 FM 방송국이 J-WAVE의 중계국처럼 되어가면서 커뮤니티 FM 방송국 본래의 모습이 유지되는가 하는 비판이 나오고 있다.